# Howard Wing
Howard Wing (oorspronkelijke naam: 浩華 何; Amsterdam, 28 januari 1916 – Niagara Falls, 7 maart 2008) was een in Nederland geboren Chinees wielrenner. Hij vertegenwoordigde China op de Olympische Zomerspelen in Berlijn (1936) en op de Zomerspelen in Londen (1948).

## Biografie
Als zoon van een Chinese in Hongkong geboren vader en een Engelse moeder groeide Wing op in de Nederlandse stad Rotterdam. Hij bewees als tiener een getalenteerd baanwielrenner te zijn en hij trainde met het Nederlandse team. Nadat ze erachter kwamen dat hij geen Nederlands paspoort had en daarmee niet mocht meedoen aan de Olympische Spelen, werd hij door het Chinese team uitgenodigd voor de Spelen in Berlijn. Hoewel hij nog nooit in China was geweest, accepteerde hij de uitnodiging en reisde hij voor China af naar Berlijn. Het Chinese wielrenteam bleek slecht georganiseerd te zijn en Wing was vooral op zichzelf aangewezen. Ondanks dit vertegenwoordigde hij China ook op acht wereldkampioenschappen en nam hij ook deel aan de Spelen van 1948.
In Londen brak hij bij een val zijn sleutelbeen, waardoor zijn fietscarrière effectief ten einde kwam. In 1956 emigreerde Wing, die werkte als etaleur, naar Canada. Hij overleed in 2008.